# Troodon formosus
Troodon (il cui nome significa "dente che ferisce") è un dubbio genere estinto di dinosauro teropode troodontide vissuto nel Cretaceo superiore, circa 77,5-74,5 milioni di anni fa (Campaniano), in Nord America. Il genere include almeno una specie, ossia T. formosus, conosciuta dall'Alberta e dal Montana. Scoperto nel 1855, T. formosus è stato tra i primi dinosauri ritrovati in Nord America, sebbene fosse ritenuto una specie di lucertola fino al 1877.
Il nome di genere deriva dal greco antico e vuol dire "dente che ferisce", riferendosi ai denti, che erano diversi da quelli di molti altri teropodi noti all'epoca della sua scoperta. I denti presentano sporgenze prominenti, orientate apicalmente. Tuttavia questi denticoli serrati, sono morfometricamente più simili a quelle dei rettili erbivori e suggeriscono una dieta forse onnivora. Uno scheletro parziale di Troodon è stato ritrovato con dei segni di morsi su di esso. Inoltre ci sono delle ipotesi che riguardano la sua intelligenza, infatti per il rapporto tra le dimensioni del corpo e la grandezza del cervello, si pensa che fosse uno dei se non il dinosauro più intelligente.

## Storia della scoperta

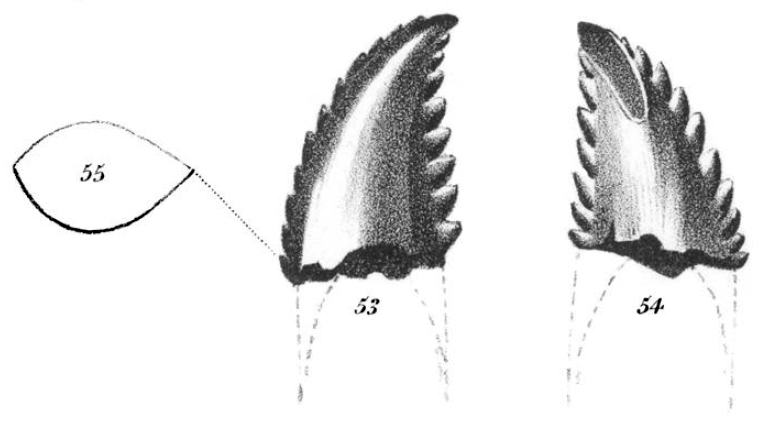
Illustrazione del dente olotipo di T. formosus

Il nome dell'animale era stato originariamente scritto Troödon (con una dieresi), da Joseph Leidy nel 1856, ma fu ufficialmente modificato al suo stato attuale da Sauvage, nel 1876. L'esemplare tipo di Troodon ha causato non pochi problemi di classificazione, in quanto l'intero genere si basava solo su un singolo dente, proveniente dalla Formazione Judith River. La classificazione del Troodon fu lunga e altamente instabile, e fu oggetto di numerose sinonimie e contrastanti con teropodi simili.
Il dente di Troodon fu originariamente classificato come un "lacertilian" (lucertola) da Joseph Leidy, ma successivamente fu riassegnato come un teropode megalosauride, da Nopcsa nel 1901 (in quanto all'epoca i megalosauridae era un refugium peccatorum per la classificazione di qualunque dinosauro carnivoro di affinità incerte). Nel 1924 Gilmore suggerì che il dente appartenesse al pachycephalosauro Stegoceras validum, e che Stegoceras validum era in realtà un sinonimo junior di Troodon (la somiglianza tra i denti dei troodontidi e quelli dei dinosauri erbivori rafforza ancora oggi l'idea che questi animali fossero onnivori). La classificazione di Troodon come pachycephalosauro fu considerata esatta per molti anni, durante i quali la famiglia dei Pachycephalosauridae fu riconosciuta come appartenente ai Troodontidae. Nel 1945 Charles Mortram Sternberg respinse la possibilità che Troodon fosse un pachycephalosauro a causa della forte somiglianza del suo dente con i denti di altri dinosauri carnivori. Con Troodon ora classificato come un teropode, la famiglia dei troodontidae non poteva più essere utilizzata per classificare i dinosauri dalla testa a cupola, per questo Sternberg nominò la nuova famiglia dei Pachycephalosauridae.
I primi esemplari attualmente assegnati a Troodon, furono ritrovati da Sternberg nel 1930, nella Formazione Dinosaur Park, in Alberta. Il primo esemplare fu descritto come Stenonychosaurus inequalis nel 1932, sulla base di un piede, frammenti della mano e alcune vertebre della coda. Una caratteristica notevole di questi resti era l'artiglio allargato sul secondo dito del piede, che è ora riconosciuto come caratteristica dei primi paraviani. Sternberg, inizialmente, classificò Stenonychosaurus come un membro della famiglia dei Coeluridae. Il secondo esemplare, composto da una mandibola parziale, fu descritto da Gilmore (1932) come una nuova specie di lucertola che nominò Polyodontosaurus grandis. In seguito, nel 1951, Sternberg riconobbe P. grandis come un possibile sinonimo di Troodon, e ipotizzò che Stenonychosaurus aveva dei "piedi molto particolari" e Troodon aveva dei "denti altrettanto insoliti", e che quindi i due generi potevano essere strettamente correlati. Purtroppo, all'epoca non erano presenti esemplari analoghi per testare l'idea.
Uno scheletro più completo di Stenonychosaurus venne descritto da Dale Russell nel 1969, dalla Formazione Dinosaur Park Parco, che costituì la base scientifica per una famosa scultura a grandezza naturale di Stenonychosaurus accompagnato dal suo immaginario discendente umanoide, il "dinosauroide". Lo Stenonychosaurus divenne un teropode ben noto nel 1980, quando ne vennero descritti i piedi e la scatola cranica, nel dettaglio, e insieme a Saurornithoides formò la famiglia dei Saurornithoididae. Sulla base della differenza strutturale del dente, e la natura estremamente frammentaria dei resti originali di Troodon formosus, quest'ultimo veniva considerato come un dubbio ma possibile parente della famiglia. Phil Currie, riesaminando gli esemplari pertinenti nel 1987, dimostrò che le presunte differenze tra i denti e la struttura della mandibola tra troodontidi e saurornithoidi erano basate sull'età e sulla posizione del dente nella mascella, piuttosto che per una differenza di specie. Egli riclassificò Stenonychosaurus inequalis così come Polyodontosaurus grandis e Pectinodon bakkeri come sinonimi junior di Troodon formosus. Inoltre, Currie dichiarò che Saurornithoididae fosse un sinonimo junior di Troodontidae. Nel 1988 Gregory S. Paul andò ancora più lontano e incluse Saurornithoides nel genere Troodon, come la specie T. mongoliensis, ma tale riclassificazione, insieme a molte altre sinonimizzazioni unilaterali di generi ben noto, non fu presa in considerazione dagli altri ricercatori. La classificazione di Currie di tutto il materiale dei troodontidi nordamericani nella singola specie Troodon formosus fu ampiamente adottata da altri paleontologi, e tutti i campioni di un tempo chiamati Stenonychosaurus furono denominati Troodon nella letteratura scientifica attraverso il XXI secolo.
Tuttavia, il concetto che tutti i troodontidi nordamericani del Cretaceo superiore appartenessero ad una singola specie ha cominciato ad essere messa in discussione subito dopo il 1987, quando gli studi di Currie furono pubblicati, perfino dallo stesso Currie. Currie e colleghi (1990) hanno osservato che mentre i fossili dei troodontidi ritrovati a Judith River erano tutti T. formosus, i troodontidi fossili provenienti da altre formazioni, come ad esempio dalla Formazione Hell Creek o dalla Formazione Lance, potevano benissimo appartenere a specie diverse. Nel 1991 George Olshevsky assegnò i fossili della Formazione Lance, originariamente nominati Pectinodon bakkeri ma in seguito sinonimizzati con Troodon, alla specie T. bakkeri. Mentre diversi altri ricercatori (tra cui Currie) decisero di mantenere i fossili della Formazione Dinosaur Park, come una specie separata di Troodon, ossia T. inequalis (ex Stenonychosaurus inequalis).
Nel 2011 Zanno e colleghi hanno esaminato la storia contorta della classificazione dei troodontidi del tardo Cretaceo nel Nord America. Longrich (2008) dichiarò Pectinodon bakkeri come un genere valido, e ha notato che i numerosi esemplari del Cretaceo superiore attualmente assegnati a Troodon formosus quasi certamente rappresentano numerose nuove specie, ma che è necessaria una revisione più approfondita dei campioni. Poiché l'olotipo di T. formosus è costituito da singolo dente, questo può rendere Troodon un nomen dubium.
Nel 2017, Aaron J. van der Reest e Currie hanno testato che la presunta specie T. inequalis differiva abbastanza da T. formosus, da essere classificata come genere a sé stante, riesumando quindi Stenonychosaurus come un genere valido.

## Classificazione
Il Troodon è considerato uno dei membri più evoluti della famiglia dei troodontidi. Insieme a Zanabazar, Saurornithoides e Talos forma un clade di troodontidi specializzati.
Di seguito è riportato un cladogramma di sulla tassonomia dei troodontidi, secondo gli studi di Brusatte, Lloyd, Wang e Norell (2014):
Uno studio del maggio 2025 condotto da David J. Varricchio, Jason D. Hogan e Jacob D. Gardner propone dei nuovi resti di troodontidae della formazione Two Medicine del Montana come neotipo di Troodon Formosus
|  | Aurornis     |
|  |              |
|  | Eosinopteryx |
|  |              |
|  | Xiaotingia   |
|  |              |
|  | Anchiornis   |
|  |              |

|  | IGM 100/1323                                                    |
|  |                                                                 |
|  | \| \| IGM 100/1126 \| \| \| \| \| \| Jinfengopteryx \| \| \| \| |
|  |                                                                 |
|  | IGM 100/1126                                                    |
|  |                                                                 |
|  | Jinfengopteryx                                                  |
|  |                                                                 |

|  | IGM 100/1126   |
|  |                |
|  | Jinfengopteryx |
|  |                |

|  | Troodon                                                       |
|  |                                                               |
|  | \| \| Saurornithoides \| \| \| \| \| \| Zanabazar \| \| \| \| |
|  |                                                               |
|  | Saurornithoides                                               |
|  |                                                               |
|  | Zanabazar                                                     |
|  |                                                               |

|  | Saurornithoides |
|  |                 |
|  | Zanabazar       |
|  |                 |

|  | IGM 100/1323                                                    |
|  |                                                                 |
|  | \| \| IGM 100/1126 \| \| \| \| \| \| Jinfengopteryx \| \| \| \| |
|  |                                                                 |
|  | IGM 100/1126                                                    |
|  |                                                                 |
|  | Jinfengopteryx                                                  |
|  |                                                                 |

|  | IGM 100/1126   |
|  |                |
|  | Jinfengopteryx |
|  |                |

|  | Troodon                                                       |
|  |                                                               |
|  | \| \| Saurornithoides \| \| \| \| \| \| Zanabazar \| \| \| \| |
|  |                                                               |
|  | Saurornithoides                                               |
|  |                                                               |
|  | Zanabazar                                                     |
|  |                                                               |

|  | Saurornithoides |
|  |                 |
|  | Zanabazar       |
|  |                 |

|  | Aurornis     |
|  |              |
|  | Eosinopteryx |
|  |              |
|  | Xiaotingia   |
|  |              |
|  | Anchiornis   |
|  |              |

|  | IGM 100/1323                                                    |
|  |                                                                 |
|  | \| \| IGM 100/1126 \| \| \| \| \| \| Jinfengopteryx \| \| \| \| |
|  |                                                                 |
|  | IGM 100/1126                                                    |
|  |                                                                 |
|  | Jinfengopteryx                                                  |
|  |                                                                 |

|  | IGM 100/1126   |
|  |                |
|  | Jinfengopteryx |
|  |                |

|  | Troodon                                                       |
|  |                                                               |
|  | \| \| Saurornithoides \| \| \| \| \| \| Zanabazar \| \| \| \| |
|  |                                                               |
|  | Saurornithoides                                               |
|  |                                                               |
|  | Zanabazar                                                     |
|  |                                                               |

|  | Saurornithoides |
|  |                 |
|  | Zanabazar       |
|  |                 |

|  | IGM 100/1323                                                    |
|  |                                                                 |
|  | \| \| IGM 100/1126 \| \| \| \| \| \| Jinfengopteryx \| \| \| \| |
|  |                                                                 |
|  | IGM 100/1126                                                    |
|  |                                                                 |
|  | Jinfengopteryx                                                  |
|  |                                                                 |

|  | IGM 100/1126   |
|  |                |
|  | Jinfengopteryx |
|  |                |

|  | Troodon                                                       |
|  |                                                               |
|  | \| \| Saurornithoides \| \| \| \| \| \| Zanabazar \| \| \| \| |
|  |                                                               |
|  | Saurornithoides                                               |
|  |                                                               |
|  | Zanabazar                                                     |
|  |                                                               |

|  | Saurornithoides |
|  |                 |
|  | Zanabazar       |
|  |                 |

|  | Aurornis     |
|  |              |
|  | Eosinopteryx |
|  |              |
|  | Xiaotingia   |
|  |              |
|  | Anchiornis   |
|  |              |

|  | IGM 100/1323                                                    |
|  |                                                                 |
|  | \| \| IGM 100/1126 \| \| \| \| \| \| Jinfengopteryx \| \| \| \| |
|  |                                                                 |
|  | IGM 100/1126                                                    |
|  |                                                                 |
|  | Jinfengopteryx                                                  |
|  |                                                                 |

|  | IGM 100/1126   |
|  |                |
|  | Jinfengopteryx |
|  |                |

|  | Troodon                                                       |
|  |                                                               |
|  | \| \| Saurornithoides \| \| \| \| \| \| Zanabazar \| \| \| \| |
|  |                                                               |
|  | Saurornithoides                                               |
|  |                                                               |
|  | Zanabazar                                                     |
|  |                                                               |

|  | Saurornithoides |
|  |                 |
|  | Zanabazar       |
|  |                 |

|  | IGM 100/1323                                                    |
|  |                                                                 |
|  | \| \| IGM 100/1126 \| \| \| \| \| \| Jinfengopteryx \| \| \| \| |
|  |                                                                 |
|  | IGM 100/1126                                                    |
|  |                                                                 |
|  | Jinfengopteryx                                                  |
|  |                                                                 |

|  | IGM 100/1126   |
|  |                |
|  | Jinfengopteryx |
|  |                |

|  | Troodon                                                       |
|  |                                                               |
|  | \| \| Saurornithoides \| \| \| \| \| \| Zanabazar \| \| \| \| |
|  |                                                               |
|  | Saurornithoides                                               |
|  |                                                               |
|  | Zanabazar                                                     |
|  |                                                               |

|  | Saurornithoides |
|  |                 |
|  | Zanabazar       |
|  |                 |

|  | Aurornis     |
|  |              |
|  | Eosinopteryx |
|  |              |
|  | Xiaotingia   |
|  |              |
|  | Anchiornis   |
|  |              |

|  | IGM 100/1323                                                    |
|  |                                                                 |
|  | \| \| IGM 100/1126 \| \| \| \| \| \| Jinfengopteryx \| \| \| \| |
|  |                                                                 |
|  | IGM 100/1126                                                    |
|  |                                                                 |
|  | Jinfengopteryx                                                  |
|  |                                                                 |

|  | IGM 100/1126   |
|  |                |
|  | Jinfengopteryx |
|  |                |

|  | Troodon                                                       |
|  |                                                               |
|  | \| \| Saurornithoides \| \| \| \| \| \| Zanabazar \| \| \| \| |
|  |                                                               |
|  | Saurornithoides                                               |
|  |                                                               |
|  | Zanabazar                                                     |
|  |                                                               |

|  | Saurornithoides |
|  |                 |
|  | Zanabazar       |
|  |                 |

|  | IGM 100/1323                                                    |
|  |                                                                 |
|  | \| \| IGM 100/1126 \| \| \| \| \| \| Jinfengopteryx \| \| \| \| |
|  |                                                                 |
|  | IGM 100/1126                                                    |
|  |                                                                 |
|  | Jinfengopteryx                                                  |
|  |                                                                 |

|  | IGM 100/1126   |
|  |                |
|  | Jinfengopteryx |
|  |                |

|  | Troodon                                                       |
|  |                                                               |
|  | \| \| Saurornithoides \| \| \| \| \| \| Zanabazar \| \| \| \| |
|  |                                                               |
|  | Saurornithoides                                               |
|  |                                                               |
|  | Zanabazar                                                     |
|  |                                                               |

|  | Saurornithoides |
|  |                 |
|  | Zanabazar       |
|  |                 |

## Paleobiologia
Uno studio basato su alcuni denti fossili di Troodon rinvenuti nei siti fossiliferi nel nord dell'Alaska, e risalenti al Tardo Cretaceo, hanno evidenziato una grande differenza tra i comuni Troodon e quelli che vivevano più a nord. I denti ritrovati dimostrano che i Troodon che vivevano in Alaska erano molto più grandi e robusti rispetto ai loro "cugini" del sud, con dimensioni paragonabili al doppio di un normale Troodon meridionale. I paleontologi sostengono che questo fenomeno di gigantismo sia dovuto all'assenza di grandi predatori nelle regioni più settentrionali, dove il clima era più rigido; infatti in questi luoghi non è mai stato ritrovato un qualche fossile appartenente ad un grande predatore come i tirannosauridi, che si concentravano più a sud dove il clima era più mite. Le eccezionali dimensioni di questi esemplari, avrebbero consentito loro di predare prede molto più grandi di loro, come i giovani esemplari di Edmontosaurus. Tale ipotesi è anche confermata dalla grande presenza di segni di morsi di Troodon sulle ossa del 95% dei giovani esemplari di Edmontosaurus, come spiegato anche nel documentario della BBC Planet Dinosaur. Un'ulteriore analisi ha rivelato una nuova prova a sostegno di una dieta prevalentemente carnivora per questi esemplari artici: la forma dei denti degli esemplari ritrovati in Alaska, si dimostra inadatta al consumo di cibi duri, come ossa, esoscheletri di invertebrati e piante. Infatti, i denti ritrovati sembrano perfetti per alimentazione di cibi morbidi come appunto la carne.

## Paleoecologia

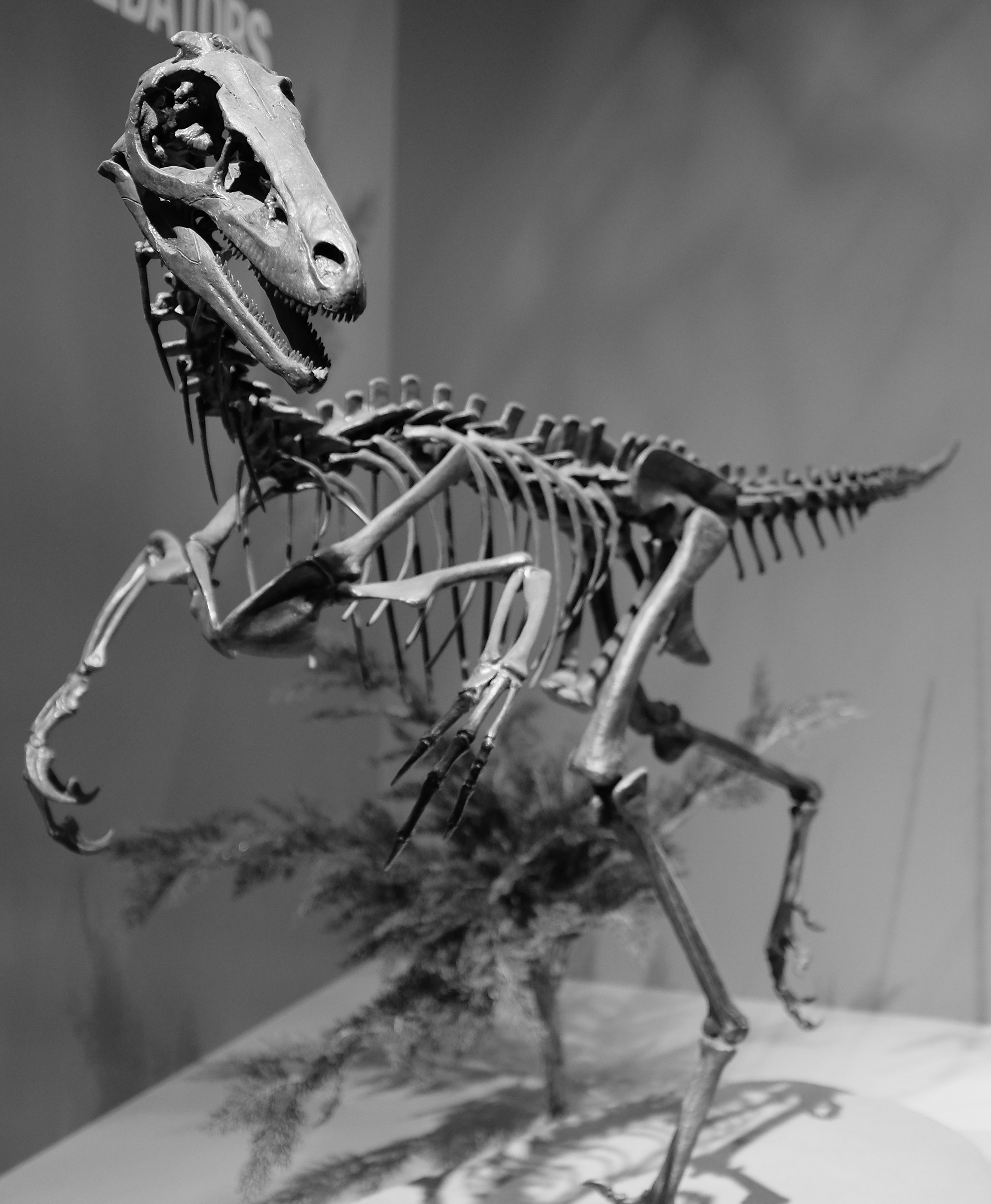
Ricostruzione dello scheletro di un esemplare di troodontide dell'Alaska, al Perot Museum

L'esemplare tipo di T. formosus è stato ritrovato nella Formazione Judith River, nel Montana. Le rocce della Formazione Judith River sono coeve della Formazione Oldman, in Alberta,, ed entrambe sono datate a circa 77,5-76,5 milioni di anni fa.
In passato, tutti i resti di troodontidi nordamericani del Cretaceo superiore erano attribuiti allo stesso genere, ossia Troodon formosus, come i fossili di Judith River, tra una vasta gamma di altre formazioni geologiche. È ormai riconosciuto che tale ipotesi sia alquanto improbabile. Tuttavia, saranno necessari ulteriori studi e altri fossili per determinare il numero di specie di Troodon. È dubbio che, dopo ulteriori studi, eventuali altre specie possono essere indicate come Troodon, nel qual caso il genere sarebbe considerato un nomen dubium.
Ulteriori esemplari attualmente considerati come appartenenti a Troodon provengono dalla parte superiore della Formazione Two Medicine del Montana, dalla Formazione Dinosaur Park e Horseshoe Canyon in Alberta, dalla Formazione Prince Creek in Alaska, dalla Formazione Hell Creek, dalla Formazione Lance e dalla Formazione Scollard. Questa distribuzione indicherebbe che il Troodon favoriva i climi più freschi, in quanto la sua specie sembra essere particolarmente abbondante nel nord e persino nelle zone artiche e durante gli intervalli più freddi, come testimoniato dai fossili del Maastrichtiano. Altri possibili denti di Troodon sono stati trovati nella parte inferiore della Formazione Javelina del Texas e nella Formazione Kirtland nel Nuovo Messico.

## Nella cultura di massa
Il troodonte è il personaggio del Sr. Capotreno nel cartone animato Il treno dei dinosauri.
Nel franchise di Jurassic Park, il Troodon appare molte volte come animale promozionale, se pur non sia mia fisicamente apparso in un film o serie TV, fatta eccezione per il videogioco Jurassic Park: The Game in cui appaiono un numeroso branco di Troodon, qui l’animale viene rappresentato con una folta pelliccia grigia e due occhi luminosi come se l’animale fosse notturno.
Nella prima stagione del documentario Il pianeta preistorico, un Troodon approfitta di un incendio boschivo per cacciare piccoli mammiferi, utilizzando un ramo in fiamme per stanarli. Nella seconda stagione invece, tre Trodoon divorano la carcassa deceduta da poco di un Alamosaurus per poi fuggire con l’arrivo di un Tyrannosaurus rex. Compare anche nell’ultima puntata del documentario Prehistoric Park.
Nel film 65 - Fuga dalla Terra (2023), alcuni Troodon uccidono sotto gli occhi impotenti di Mills e Koa un piccolo Jakapil kaniukura, che era stato poco prima liberato dai due protagonisti da una pozza di bitume. Tuttavia il loro design, il loro aspetto e la loro andatura, seguita dalla loro agilità, è più simile a quella del Compsognathus con una stazza superiore alla norma.